# 이웃소송
이웃소송 혹은 인근주민의 소송은 이웃하는 자들 사이에서 특정인에게 주어지는 수익적 행위가 타인에게는 법률상 불이익을 가져오는 경우에 그 타인이 자기의 법률상 이익의 침해를 주장하면서 다투는 것을 말한다. 인인소송이라고도 한다.

## 사례
- 거주지역 인근에 화장장을 설치
- 쓰레기소각장 등에 관한 허가를 내준 경우
- 관할관청의 황산제조공장설립 및 제조허가로 인하여 주민들의 생활환경상의 이익침해

## 판례
- 행정청이 상수원보호구역에 상수원보호구역변경처분을 하고 화장장을 설치하기로 하는 도시계획결정을 한 것에 대하여 인근 주민들이 제기한 소송에 대하여 상수원보호구역 설정의 근거가 되는 수도법 규정과 관련하여 지역주민들이 가지는 이익은 상수원의 확보와 수질보호라는 공공의 이익이 달성됨에 따라 반사적으로 얻게 되는 이익에 불과하여 이를 근거로 행정소송을 제기할 수 없지만 매장및묘지등에관한법률의 규정과 관련하여 부근 주민들이 가지는 이익은 법률상 이익이라고 판단하여 각 법률의 취지 등에 따라 법률상 이익이 있는지 판단한다[2]

- 토사채취 허가지의 인근 주민들이 사유림내토사채취를 허가한 처분에 대하여 제기한 행정소송에서 구 산림법 규정은 산림의 보호·육성, 임업생산력의 향상 및 산림의 공익기능의 증을 도모함으로써 그와 관련된 공익을 보호하려는 데에 그치는 것이 아니라 그로 인하여 직접적이고 중대한 생활환경의 피해를 입으리라고 예상되는 토사채취 허가 등 인근 지역의 주민들이 주거·생활환경을 유지할 수 있는 개별적 이익까지도 보호하고 있다고 하면서 인근 주민들에게 토사채취허가처분의 취소를 구할 구체적인 법률상 이익이 있음을 인정하였다[3]

## 같이 보기
- 경원자소송
- 경업자소송
- 개인적 공권
- 민중소송
- 근린방해